# Life in Exile After Abdication
Life in Exile After Abdication è il secondo album da solista della batterista Maureen Tucker, nota come componente dei Velvet Underground, pubblicato nel 1989 dall'etichetta discografica 50 Skidillion Watts.
Il disco, contenente dieci brani, vanta collaborazioni con Lou Reed, Jad Fair, Daniel Johnston e alcuni membri dei Sonic Youth.

## Tracce
LP (50 Skidillion Watts Records 7)
1. Hey Mersh! – 3:14 (Maureen Tucker)
2. Spam Again – 5:26 (Maureen Tucker)
3. Goodnight Irene – 2:31 (Leadbelly, John A. Lomax)
4. Chase – 8:05 (Maureen Tucker)
5. Andy – 5:08 (Maureen Tucker)
6. Work – 3:37 (Brian MacDonald, Maureen Tucker)
7. Pale Blue Eyes – 6:43 (Lou Reed)
8. Hey! Bo Diddley – 5:07 (Ellas McDaniel))
9. Talk so Mean – 4:59 (Maureen Tucker)
10. Do It Right – 3:12 (Jad Fair, Daniel Johnston)

Durata totale: 48:02